# Campeonato Britânico de Patinação Artística no Gelo de 2016
Campeonato Britânico de Patinação Artística no Gelo de 2016 foi a centésima quarta edição do Campeonato Britânico de Patinação Artística no Gelo, um evento anual de patinação artística no gelo onde os patinadores artísticos competem pelo título de campeão britânico nos níveis sênior, júnior e noviço. A competição foi disputada entre os dias 29 de novembro e 4 de dezembro de 2016, na cidade de Sheffield, Inglaterra.

## Eventos
- Individual masculino
- Individual feminino
- Duplas
- Dança no gelo

## Medalhistas
| Evento                        | Ouro                              | Prata                            | Bronze                                   |
| Sênior                        |                                   |                                  |                                          |
| Individual masculino detalhes | Graham Newberry                   | Peter James Hallam               | Phillip Harris                           |
| Individual feminino detalhes  | Natasha McKay                     | Karly Robertson                  | Danielle Harrison                        |
| Duplas detalhes               | Zoe Wilkinson Christopher Boyadji | nenhum outro competidor          | nenhum outro competidor                  |
| Dança no gelo detalhes        | Lilah Fear Lewis Gibson           | Robynne Tweedale Joseph Buckland | Ekaterina Fedyushchenko Lucas Kitteridge |
| Júnior                        |                                   |                                  |                                          |
| Individual masculino          | Graham Newberry                   | Ruaridh Fisher                   | Josh Brown                               |
| Individual feminino           | Kristen Spours                    | Anastasia Vaipan-Law             | Anna Litvinenko                          |
| Duplas                        | Gabrielle Levesque Ben Penhaligon | nenhum outro competidor          | nenhum outro competidor                  |
| Dança no gelo                 | Sasha Fear Elliot Verburg         | Emily Rose Brown James Hernandez | Jessica Marjot Aleksandr Jemeljanov      |
| Noviço avançado               |                                   |                                  |                                          |
| Individual masculino          | Edward Appleby                    | Elliot Appleby                   | Brandon Bailey                           |
| Individual feminino           | Rei Yoshimoto                     | Natasha Gadsdon                  | Lucy Merrilees                           |
| Duplas                        | Lauren Lowry Branden Marshall     | nenhum outro competidor          | nenhum outro competidor                  |
| Dança no gelo                 | Lucy Hancock Joshua Tarry         | Rebecca Clarke Frank Rosell      | nenhum outro competidor                  |

## Resultados

### Sênior

#### Individual masculino
| Pos.              | Nome                | Pontos | PC        | PL         |
| ----------------- | ------------------- | ------ | --------- | ---------- |
| Medalha de ouro   | Graham Newberry     | 194.58 | 66.01 (2) | 128.57 (1) |
| Medalha de prata  | Peter James Hallam  | 193.18 | 70.94 (1) | 122.24 (4) |
| Medalha de bronze | Phillip Harris      | 186.35 | 61.79 (3) | 124.56 (3) |
| 4                 | Harry Mattick       | 178.91 | 54.21 (4) | 124.70 (2) |
| 5                 | Charlie Parry Evans | 151.63 | 53.16 (5) | 98.47 (5)  |

#### Individual feminino
| Pos.              | Nome                      | Pontos | PC         | PL         |
| ----------------- | ------------------------- | ------ | ---------- | ---------- |
| Medalha de ouro   | Natasha McKay             | 150.95 | 53.11 (1)  | 97.84 (1)  |
| Medalha de prata  | Karly Robertson           | 147.97 | 50.92 (3)  | 97.05 (3)  |
| Medalha de bronze | Danielle Harrison         | 146.36 | 52.25 (2)  | 94.11 (4)  |
| 4                 | Nina Povey                | 146.28 | 49.22 (4)  | 97.06 (2)  |
| 5                 | Kristen Spours            | 133.21 | 46.56 (5)  | 86.65 (5)  |
| 6                 | Anna Litvinenko           | 118.88 | 43.95 (6)  | 74.93 (7)  |
| 7                 | Lana Bagen                | 114.10 | 38.76 (8)  | 75.34 (6)  |
| 8                 | Katie Powell              | 108.55 | 42.88 (7)  | 65.67 (10) |
| 9                 | Michelle Callison         | 103.78 | 36.02 (9)  | 67.76 (9)  |
| 10                | Rowenna Mackessack Leitch | 98.45  | 30.22 (11) | 68.23 (8)  |
| 11                | Bethany Powell            | 92.04  | 34.47 (10) | 57.57 (11) |
| 12                | Bryony Corrigan-Rattray   | 70.38  | 26.96 (12) | 43.42 (12) |

#### Duplas
| Pos.            | Nome                                | Pontos | PC        | PL        |
| --------------- | ----------------------------------- | ------ | --------- | --------- |
| Medalha de ouro | Zoe Wilkinson / Christopher Boyadji | 151.48 | 52.33 (1) | 99.15 (1) |

#### Dança no gelo
| Pos.              | Nome                                       | Pontos | PC        | PL        |
| ----------------- | ------------------------------------------ | ------ | --------- | --------- |
| Medalha de ouro   | Lilah Fear / Lewis Gibson                  | 163.04 | 65.86 (1) | 97.18 (1) |
| Medalha de prata  | Robynne Tweedale / Joseph Buckland         | 151.78 | 58.48 (2) | 93.30 (2) |
| Medalha de bronze | Ekaterina Fedyushchenko / Lucas Kitteridge | 131.82 | 48.06 (3) | 83.76 (3) |
| 4                 | Chantelle A'Court / Paul Crocker           | 74.64  | 32.76 (4) | 41.88 (4) |